# John Thomas (General)

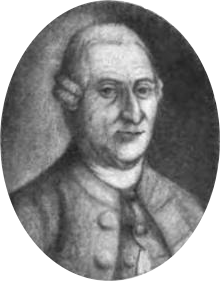
John Thomas

John Thomas (* 1724 in Marshfield, Province of Massachusetts Bay; † 2. Juni 1776 nahe Chambly, Kanada) war ein britisch-amerikanischer Arzt und Generalmajor der Kontinentalarmee. Er war unter anderem maßgeblich an der Belagerung von Boston (1775/1776) beteiligt. Nach der Schlacht von Québec kommandierte er den amerikanischen Rückzug aus Kanada, erkrankte aber an Pocken und verstarb.

## Leben bis zum Unabhängigkeitskrieg
Thomas hatte in Medford in Massachusetts Medizin studiert und praktizierte hiernach in Kingston (Massachusetts). Er diente 1746 zunächst während des King George’s War in einem Regiment in Annapolis Royal in Neuschottland und später im Regiment von General William Shirley als Chirurg. Da er das Leben in der Armee mochte, wechselte er von seiner Tätigkeit als Arzt in die Offizierslaufbahn und wurde Leutnant.
Während des Franzosen- und Indianerkrieges diente er 1759 erneut in Neuschottland und stieg in den Rang eines Obersten (Colonel) auf. 1760 war er unter Jeffrey Amherst an dem Angriff auf und der Einnahme von Montreal beteiligt. Nach dem Krieg kehrte er zu seiner ärztlichen Praxis in Kingston zurück.

## John Thomas im Unabhängigkeitskrieg
In der Phase vor den offenen militärischen Auseinandersetzungen des Amerikanischen Unabhängigkeitskrieges rekrutierte er in Plymouth County aus Freiwilligen das 2. Massachusetts-Regiment und fungierte als Oberst des Regiments. Im Februar 1775 wurde er durch das Parlament von Massachusetts zum Brigadegeneral ernannt. Er führte seine Truppen zur Belagerung von Boston. Dort besetzte er am 4. März 1775 die Befestigungen bei Dorchester Heights südlich von Boston. Da von hier aus der südliche Hafen von Boston beschossen werden konnte, führte das zum Rückzug der Briten aus Boston am 17. März. Im Juni 1775 wurde er auch durch den Kontinentalkongress zum Brigadegeneral der Kontinentalarmee und später zum Generalmajor befördert.
Nach dem Tod von Brigadegeneral Richard Montgomery in der Schlacht von Québec am 31. Dezember 1775 wurde er zum Oberbefehlshaber der amerikanischen Invasionsarmee in Kanada ernannt. Als er bei der Armee am 1. Mai 1776 eintraf, fand er diese in einem desolaten Zustand vor. Unter anderem kursierten in der Truppe die Pocken und die Truppenstärke betrug unter 1.000 Mann, was weniger Soldaten waren, als die Anzahl der Verteidiger Québecs. Er sandte die an Pocken erkrankten nach Trois-Rivières und trat mit dem Rest den Rückzug in Richtung der heutigen Vereinigten Staaten an. Er selbst infizierte sich allerdings ebenfalls an den Pocken und starb am 2. Juni, während seine Truppen den Richelieu in der Nähe von Chambly überschritten.